# モスクワ研究所 アガト
OAOモスクワ研究所 アガトは、空対空ミサイルや地対空ミサイルなどのシーカーを設計するロシアの大手研究所。
アガトは公式には、1986年1月27日に開催されたソ連閣僚会議での法令に従い、ソ連ラジオ産業省の命令で8月29日に設立された。ただしアガトのチームの作成は1958年にまでさかのぼる。2002年4月23日にアルマーズ・アンテイの一部となった。

## 製品
※いずれもミサイルのシーカーを担当
- 3K37 ヨーシュ（輸出型はシュチーリ（ロシア語版））
- 9K37 ブーク
- R-27A
- R-37M
- R-77
- KS-172（英語版）